# Lake of Fire
Lake of Fire je název písně americké hudební skupiny Meat Puppets. Poprvé se objevila na jejich albu z roku 1983 Meat Puppets II.
Známou se skladba stala především díky tomu, že ji (společně s „Plateau“ a „Oh, Me“) zahrála na svém akustickém vystoupení pro hudební stanici MTV Nirvana. Záznam tohoto koncertu vyšel v roce 1994 pod názvem MTV Unplugged in New York a zahrnuje všechny tři výše zmíněné písně.